# Ángel Antonio Herrera
Ángel Antonio Herrera (Albacete, 1964) es un escritor y periodista español.

## Biografía
Ángel Antonio Herrera nació en Albacete en 1964. Desde muy pequeño se inició en la literatura. Estudió periodismo en Madrid, habiendo colaborado desde entonces en diversos programas de televisión y radio. Fue uno de los colaboradores permanentes del programa de televisión Tómbola. También ha colaborado en programas como ¿Dónde estás corazón?, Día a día o Espejo público, entre otros. Es tertuliano de RNE.
Se ha dedicado en gran medida a la prensa escrita, trabajando para medios como Interviú, ABC o El Mundo, entre otros.
Como escritor ha cultivado la poesía con obras como El demonio de la analogía, En palacios de la culpa, Te debo el olvido, Donde las diablas bailan boleros, Los motivos del salvaje, El piano del pirómano y dos antologías: El sur del solitario y Arte de lejanías. Ha recibido varios premios entre los que destaca el premio Barcarola y ha sido dos veces finalista del premio Adonáis.
Otras de sus obras, de diversos géneros, son: la novela Cuando fui Claudia, Esto no es Hollywood, Alta suciedad, El falo o la biografía Francisco Umbral.

## Estilo literario
Sobre el estilo poético de Ángel Antonio Herrera ha escrito Diego Vadillo López en un artículo lo siguiente: «Ángel Antonio Herrera es un poeta introspectivo y discursivamente intrincado, para lo que se vale de una sintaxis dispuesta a la manera de los nudos marineros: hermosamente embrollada, lo que da lugar, al fin, a poemas que vienen a ser un bello y complejo epítome versal». Y continúa este crítico apuntando lo siguiente a tal respecto: «Los poemas de Herrera acostumbran a ser monoestróficos por lo general y de en torno a decena y pico de versos, con la salvedad de su poesía más última, en la que pareció decantarse por el poema en prosa, cuyos versículos atenúan la precedente mayor constricción. En los poemarios más jóvenes, acostumbra a hacer recurrente uso del encabalgamiento suave; en los más últimos (El piano del pirómano, 2014, verbigracia), estos acaecen de forma más abrupta, pareciendo haber querido abrir Herrera las puertas al delirio, dejándolo hablar directamente, a diferencia de cómo refiere líricamente sus cuitas y arcanos pareceres en poemarios como Te debo el olvido, más modelados/moldeados (a la barroca usanza)».
A la periodista Marta Robles le apuntaba lo siguiente: «A mí me gusta mucho aquella frase de Francis Ponge: El poeta no debe dar una idea, sino una cosa. Es decir, el poeta ha de manejarse con la imagen, con la metáfora atrevida y visualizable, que dice la cosa en sí, con sorpresa, que es decir esa cosa, pero diciendo muchas más cosas. Me apasionan los textos con mucho relámpago. Escribir es quizá lo contrario de pensar. Porque quien piensa, quien nos indaga, es el lenguaje. Rimbaud lo dijo de otra manera: El poeta es un ladrón de fuego».
En cuanto a su prosa, el propio Ángel Antonio Herrera ha comentado muchas veces que suele llevar los hallazgos poéticos al periodismo: «Yo soy un poeta que está en el mundo del periodismo, a caballo entre este y la literatura: el periodismo me ha servido para volcar los hallazgos literarios en la prensa, de la misma manera que la narrativa me ha servido para volcar los hallazgos poéticos en la prosa, pero mi vocación de siempre es la de escritor. A mí lo que me interesa, y cada vez más, es escribir versos; soy un vicioso de la literatura y de la escritura».

## Obra
- El demonio de la analogía (1987)
- Francisco Umbral (1991)
- Mujeres, mujeres (1992)
- El falo (1992)
- En los palacios de la culpa (1993)
- Te debo el olvido (1998)
- Esto no es Hollywood (1999)
- Cuando fui Claudia (2000)
- El sur del solitario (2001)
- Cartas de ajuste (2003)
- Donde las diablas bailan boleros (2004)
- Alta suciedad (2005)
- Arte de lejanías (2006)
- Los motivos del salvaje (2012)
- El piano del pirómano (2014)
- Los espejos nocturnos (2023)
- Salvaje España (2024)